# Another Earth
Another Earth ist ein US-amerikanisches Science-Fiction-Filmdrama von Mike Cahill aus dem Jahr 2011. Cahill schrieb gemeinsam mit Hauptdarstellerin Brit Marling auch das Drehbuch. Der Film erzählt die Geschichte einer jungen Frau, die nach einem von ihr verschuldeten tragischen Unfall nach Vergebung und Erlösung strebt. Als eine zweite, bislang unentdeckte Erde auftaucht, sieht sie die Gelegenheit gekommen.

## Handlung
Nahe dem Polarstern ist ein neuer, womöglich bewohnter Planet am Firmament aufgetaucht. Am gleichen Tag erfährt Rhoda Williams, dass sie zum Studium am Massachusetts Institute of Technology zugelassen wurde, und feiert ausgelassen mit ihren Schulkameraden. Sie fährt angetrunken nach Hause, abgelenkt von dem neuen Himmelskörper, und rammt einen anderen Wagen. Der Musikprofessor John Burroughs, der Fahrer, überlebt schwer verletzt, seine schwangere Frau und sein Sohn kommen ums Leben. Rhoda wird zu vier Jahren Gefängnis verurteilt.
Während Rhodas Haft nähert sich der unbekannte Planet der Erde. Weil er der Erde wie ein Spiegelbild gleicht, erhält er den Namen „Erde 2“. Die Firma United Space Ventures bereitet einen Flug zu „Erde 2“ vor. Ein Teilnehmerplatz wird über einen Aufsatzwettbewerb vergeben, bei dem die Bewerber in 500 Worten darlegen müssen, warum sie ihrer Meinung nach die Teilnahme am Flug verdienen.
Nach ihrer Entlassung nimmt Rhoda statt einer ihren Fähigkeiten entsprechenden Anstellung eine Stelle als Hausmeisterin an. Von Schuldgefühlen geplagt, sucht sie den Kontakt zu John Burroughs, der nicht mehr arbeitsfähig und auf Medikamente angewiesen ist und seinen Schmerz im Alkohol ertränkt. Statt sich zu erkennen zu geben, gibt sie sich als Vertreterin einer Putzfirma aus. Von nun an erscheint sie einmal in der Woche in seinem Haus, um dieses sauber zu halten. Allmählich entwickelt sich erst ein vorsichtiges Vertrauensverhältnis, dann eine zarte Liebesbeziehung zwischen Rhoda und dem Witwer. In der Hoffnung auf eine zweite Chance auf einer anderen Welt nimmt Rhoda an dem Wettbewerb zur Reise nach „Erde 2“ teil.
Rhoda erfährt, dass die Wahl auf sie als Raumflugteilnehmerin gefallen ist. John bittet sie, nicht mitzufliegen; daraufhin gesteht sie ihm, dass sie die Frau ist, die seine Familie tötete. John, enttäuscht und wütend, fordert sie zum Verlassen seines Hauses auf. Währenddessen hat ein Wissenschaftler die Theorie aufgestellt, dass „Erde 2“ eine exakte, aber auch eine leicht abweichende Spiegelung der Erde sein könnte, auf der manche Ereignisse einen anderen Weg eingeschlagen haben. Rhoda schenkt John ihr Flugticket, weil auf der alternativen Welt seine Familie vielleicht noch am Leben ist. John akzeptiert das Geschenk und schließt sich dem Raumflug an.
Vier Monate später: Rhoda kehrt von der Arbeit zurück. Vor ihrem Wohnhaus steht eine junge Frau, die ihr äußerlich perfektes Ebenbild ist. Es ist Rhoda von der Parallelerde, die dort den Raumflug selbst angetreten hat.

## Hintergrund
Another Earth, das Langspielfilmdebüt Cahills, entstand mit dem geringen Budget von 200.000 US-Dollar. Budgetbedingt verlegte der Filmemacher den Schauplatz der Handlung in seine Heimat New Haven im US-Bundesstaat Connecticut. Dort konnte er kostengünstig sein früheres Zuhause nutzen sowie alte Freunde und Weggefährten zur Mitarbeit überreden. Die Beschränkung der Mittel führte neben dem weitestgehenden Verzicht auf Spezialeffekte auch zu minimalen Gagen für alle Beteiligten. So erhielt beispielsweise Hauptdarsteller William Mapother lediglich 100 Dollar Gage täglich.
Der Film feierte während des 27. Sundance Film Festivals am 24. Januar 2011 seine Uraufführung. Im Anschluss an das Festival erwarb der Filmverleiher Fox Searchlight die weltweiten Vertriebsrechte. In Deutschland startete Another Earth am 10. November 2011.
Die Musik wurde von Fall On Your Sword komponiert, mit Ausnahme des Songs in der Musikszene mit der Säge, die von Scott Munson komponiert und von Natalia Paruz gespielt wurde. Mike Cahill traf während einer Fahrt mit der New Yorker U-Bahn auf Paruz, die auch als „Saw Lady“ bekannt ist. Fasziniert von ihrem Spiel, nahm er Kontakt zu ihr auf und bat sie, William Mapother zu coachen, wie er die Säge halten sollte, um sein Spiel in der Filmszene echt wirken zu lassen.
In der Filmmusik gibt es für jede Figur ein Instrument. Rhoda ist das Cello und John das Klavier. In der Liebesszene sind beide Instrumente zu hören, jedoch nicht ganz synchron, da beide Figuren im richtigen Leben auch nicht vollständig harmonieren.
Der Film ignoriert die physikalischen Folgen einer erdnahen Erscheinung eines etwa gleich großen Planeten mit Mond (z. B. Auswirkungen auf die Gezeiten, die Schwerkraft und die Atmosphäre), nicht aber die hellere Erscheinung der Nacht wegen der Reflexion des Sonnenlichtes vom anderen Planeten.

## Kritiken
„Mit wenig Geld und vielen klugen Ideen schuf Regie-Debütant Mike Cahill einen höchst originellen Science-Fiction-Film voller Spannung und philosophischer Tiefe.“

„Gäbe es bei Cahill die zweite Erde nicht, samt einer Bild- und Tonsprache, die das filmische Äquivalent der Einsteinschen Einsicht findet, dass in der Umgebung großer Massen die Maßstäbe schrumpfen, dann fehlte „Another Earth“ etwas ganz und gar Irdisches: das Vermögen, die Leiden seiner Figuren wie aus großer Ferne zu betrachten und damit eben nicht zu relativieren, sondern auf schwarzem Grund glühen zu lassen.“

„Geheimnisvolles und verstörendes Seelendrama in betörend schönen Bildern“

„Ein anrührendes, hervorragend gespieltes Drama um Schuld und Erlösung, das glaubwürdig die Annäherung zweier tief verletzter Menschen beschreibt. Mit der Metapher eines neu entdeckten Planeten, der ein Duplikat der Erde ist und auf dem jeder Mensch einen Doppelgänger hat, stellt der Film Fragen nach Identität und Selbstbetrachtung.“

## Auszeichnungen
Der Film wurde beim Sundance Film Festival 2011 mit dem Alfred P. Sloan Feature Film Prize und dem U.S. Dramatic Competition Special Jury Prize ausgezeichnet.